# Bobby Moore
Robert Frederick Chelsea "Bobby" Moore, OBE (12 aprilie 1941 – 24 februarie 1993) a fost un fotbalist englez. A fost căpitanul celor de la West Ham United pentru mai mult de zece ani și al naționalei Angliei la Campionatul Mondial de Fotbal 1966 când au câștigat trofeul.

## Palmares
- Campionatul Mondial de Fotbal: 1966
- Cupa Cupelor UEFA: 1964–65
- FA Cup: 1964
- International Soccer League: 1963
- FA Cup locul doi – 1975
- League Cup locul doi – 1966
- FWA Footballer Of The Year – 1963/1964
- West Ham Player Of The Year – 1960/1961, 1962/1963, 1967/1968, 1969/1970
- BBC Sports Personality Of The Year – 1966
- Awarded the O.B.E – 1967
- Inclus în English Football Hall of Fame- 2002
- British Home Championship (9, 2 shared): 1964 (shared), 1965, 1966, 1968, 1969, 1970 (shared), 1971, 1972 și 1973 A fost campion de 9 ori.